# Silver Slugger Award
El Silver Slugger Award, conocido en el idioma español como Bate de Plata, es un galardón otorgado a los jugadores con el mejor desempeño ofensivo de las Ligas Americana y Nacional, al término de cada temporada de las Grandes Ligas de Béisbol. Los peloteros son premiados por cada posición a la ofensiva. De esta manera, son homenajeados un receptor, un lanzador (bateador designado en la Liga Americana), un primera base, un segunda base, un tercera base, un campocorto y tres jardineros por cada liga.
Los jardineros son premiados independientemente de su posición específica en el campo. Esto significa que es posible para tres jardineros izquierdos, o cualquier otra combinación de jardineros, ganar el premio el mismo año, en lugar de establecer una combinación izquierdo-central-derecho cada temporada.
Los mánagers y entrenadores (coaches) de los equipos de Grandes Ligas son los responsables de escoger los ganadores. Para ello toman en cuenta varias estadísticas ofensivas, incluyendo promedio de bateo, on base percentage, porcentaje de slugging y otras cualidades a su consideración, con la limitante de no poder votar por jugadores de su mismo equipo.
El Bate de Plata es patrocinado por la empresa Hillerich & Bradsby, fabricante de los bates Louisville Slugger. Es entregado desde el año 1980 y consiste en un bate plateado de unos 91 cm de largo, con el nombre del pelotero grabado junto a los nombres de los otros ganadores de su respectiva liga.
El líder de jonrones en la historia, Barry Bonds, ganó doce Bates de Plata en su carrera como jardinero, la mayor cantidad para cualquier jugador. También ganó el premio en cinco temporadas consecutivas dos veces en su carrera: 1990-1994 y 2000-2004. El receptor del Salón de la Fama Mike Piazza y el también 3 veces MVP de la Liga Americana Alex Rodríguez, están en segundo lugar, con diez premios recibidos cada uno. Los premios de Rodríguez se dividen en dos posiciones: ganó siete como campocorto de los Marineros de Seattle y de los Rangers de Texas, y tres como tercera base de los Yankees. Wade Boggs lidera a los tercera base con ocho premios, mientras que Barry Larkin lidera a los campocortos con nueve. Otros líderes incluyen a Ryne Sandberg (siete premios como segunda base) y Mike Hampton (cinco premios como lanzador). Todd Helton y Albert Pujols comparten el liderato entre los primera base con cuatro premios, aunque Pujols ha ganado dos premios más en otras posiciones. David Ortiz ganó siete premios como bateador designado, la mayor cantidad para esa posición.

## Leyenda
| Año    | Temporada de Grandes Ligas                                                   |
| 1B     | Primera base                                                                 |
| 2B     | Segunda base                                                                 |
| 3B     | Tercera base                                                                 |
| SS     | Campocorto                                                                   |
| OF     | Jardinero                                                                    |
| C      | Receptor                                                                     |
| P      | Lanzador                                                                     |
| DH     | Bateador designado                                                           |
| * o ** | Ganador del mayor número de Bates de Plata en su posición (** indica empate) |
| †      | Miembro del Salón de la Fama del Béisbol                                     |

## Ganadores de la Liga Americana
| Año  | 1B                    | 2B              | 3B              | SS                | OF                | OF                 | OF                | C                                 | DH                 | ÚTIL             |
| ---- | --------------------- | --------------- | --------------- | ----------------- | ----------------- | ------------------ | ----------------- | --------------------------------- | ------------------ | ---------------- |
| 1980 | Cecil Cooper          | Willie Randolph | George Brett†   | Robin Yount†      | Ben Oglivie       | Al Oliver          | Willie Wilson     | Lance Parrish                     | Reggie Jackson†    | N/A              |
| 1981 | Cecil Cooper          | Bobby Grich     | Carney Lansford | Rick Burleson     | Rickey Henderson† | Dave Winfield†     | Dwight Evans      | Carlton Fisk†                     | Al Oliver          | N/A              |
| 1982 | Cecil Cooper          | Dámaso García   | Doug DeCinces   | Robin Yount†      | Reggie Jackson†   | Dave Winfield†     | Willie Wilson     | Lance Parrish                     | Hal McRae          | N/A              |
| 1983 | Eddie Murray†         | Lou Whitaker    | Wade Boggs*†    | Cal Ripken, Jr.†  | Jim Rice†         | Dave Winfield†     | Lloyd Moseby      | Lance Parrish                     | Don Baylor         | N/A              |
| 1984 | Eddie Murray†         | Lou Whitaker    | Buddy Bell      | Cal Ripken, Jr.†  | Jim Rice†         | Dave Winfield†     | Tony Armas        | Lance Parrish                     | Andre Thornton     | N/A              |
| 1985 | Don Mattingly         | Lou Whitaker    | George Brett†   | Cal Ripken, Jr.†  | Rickey Henderson† | Dave Winfield†     | George Bell       | Carlton Fisk†                     | Don Baylor         | N/A              |
| 1986 | Don Mattingly         | Frank White     | Wade Boggs*†    | Cal Ripken, Jr.†  | Jesse Barfield    | Kirby Puckett†     | George Bell       | Lance Parrish                     | Don Baylor         | N/A              |
| 1987 | Don Mattingly         | Lou Whitaker    | Wade Boggs*†    | Alan Trammell     | Dwight Evans      | Kirby Puckett†     | George Bell       | Matt Nokes                        | Paul Molitor†      | N/A              |
| 1988 | George Brett†         | Julio Franco    | Wade Boggs*†    | Alan Trammell     | Mike Greenwell    | Kirby Puckett†     | José Canseco      | Carlton Fisk†                     | Paul Molitor†      | N/A              |
| 1989 | Fred McGriff          | Julio Franco    | Wade Boggs*†    | Cal Ripken, Jr.†  | Rubén Sierra      | Kirby Puckett†     | Robin Yount†      | Mickey Tettleton                  | Harold Baines      | N/A              |
| 1990 | Cecil Fielder         | Julio Franco    | Kelly Gruber    | Alan Trammell     | Rickey Henderson† | Ellis Burks        | José Canseco      | Lance Parrish                     | Dave Parker        | N/A              |
| 1991 | Cecil Fielder         | Julio Franco    | Wade Boggs*†    | Cal Ripken, Jr.†  | Joe Carter        | Ken Griffey Jr.†   | José Canseco      | Mickey Tettleton                  | Frank Thomas†      | N/A              |
| 1992 | Mark McGwire          | Roberto Alomar† | Edgar Martínez† | Travis Fryman     | Joe Carter        | Kirby Puckett†     | Juan González     | Mickey Tettleton                  | Dave Winfield†     | N/A              |
| 1993 | Frank Thomas†         | Carlos Baerga   | Wade Boggs*†    | Cal Ripken, Jr.†  | Albert Belle      | Ken Griffey Jr.†   | Juan González     | Mike Stanley                      | Paul Molitor†      | N/A              |
| 1994 | Frank Thomas†         | Carlos Baerga   | Wade Boggs*†    | Cal Ripken, Jr.†  | Albert Belle      | Ken Griffey Jr.†   | Kirby Puckett†    | Iván Rodríguez†                   | Julio Franco       | N/A              |
| 1995 | Mo Vaughn             | Chuck Knoblauch | Gary Gaetti     | John Valentin     | Albert Belle      | Tim Salmon         | Manny Ramírez     | Iván Rodríguez†                   | Edgar Martínez†    | N/A              |
| 1996 | Mark McGwire          | Roberto Alomar† | Jim Thome†      | Alex Rodríguez    | Albert Belle      | Ken Griffey Jr.†   | Juan González     | Iván Rodríguez†                   | Paul Molitor†      | N/A              |
| 1997 | Tino Martinez         | Chuck Knoblauch | Matt Williams   | Nomar Garciaparra | David Justice     | Ken Griffey Jr.†   | Juan González     | Iván Rodríguez†                   | Edgar Martínez†    | N/A              |
| 1998 | Rafael Palmeiro       | Damion Easley   | Dean Palmer     | Alex Rodríguez    | Albert Belle      | Ken Griffey Jr.†   | Juan González     | Iván Rodríguez †                  | José Canseco       | N/A              |
| 1999 | Carlos Delgado        | Roberto Alomar† | Dean Palmer     | Alex Rodríguez    | Shawn Green       | Ken Griffey Jr.†   | Manny Ramírez     | Iván Rodríguez†                   | Rafael Palmeiro    | N/A              |
| 2000 | Carlos Delgado        | Roberto Alomar† | Troy Glaus      | Alex Rodríguez    | Darin Erstad      | Magglio Ordóñez    | Manny Ramírez     | Jorge Posada                      | Frank Thomas†      | N/A              |
| 2001 | Jason Giambi          | Bret Boone      | Troy Glaus      | Alex Rodríguez    | Ichiro Suzuki     | Juan González      | Manny Ramírez     | Jorge Posada                      | Edgar Martínez†    | N/A              |
| 2002 | Jason Giambi          | Alfonso Soriano | Eric Chavez     | Alex Rodríguez    | Garret Anderson   | Magglio Ordóñez    | Bernie Williams   | Jorge Posada                      | Manny Ramírez      | N/A              |
| 2003 | Carlos Delgado        | Bret Boone      | Bill Mueller    | Alex Rodríguez    | Garret Anderson   | Vernon Wells       | Manny Ramírez     | Jorge Posada                      | Edgar Martínez†    | N/A              |
| 2004 | Mark Teixeira         | Alfonso Soriano | Melvin Mora     | Miguel Tejada     | Gary Sheffield    | Vladimir Guerrero† | Manny Ramírez     | Víctor Martínez & Iván Rodríguez† | David Ortiz*†      | N/A              |
| 2005 | Mark Teixeira         | Alfonso Soriano | Alex Rodríguez  | Miguel Tejada     | Gary Sheffield    | Vladimir Guerrero† | Manny Ramírez     | Jason Varitek                     | David Ortiz*†      | N/A              |
| 2006 | Justin Morneau        | Robinson Canó   | Joe Crede       | Derek Jeter†      | Jermaine Dye      | Vladimir Guerrero† | Manny Ramírez     | Joe Mauer                         | David Ortiz*†      | N/A              |
| 2007 | Carlos Peña           | Plácido Polanco | Alex Rodríguez  | Derek Jeter†      | Magglio Ordóñez   | Vladimir Guerrero† | Ichiro Suzuki     | Jorge Posada                      | David Ortiz*†      | N/A              |
| 2008 | Justin Morneau        | Dustin Pedroia  | Alex Rodríguez  | Derek Jeter†      | Josh Hamilton     | Carlos Quentin     | Grady Sizemore    | Joe Mauer                         | Aubrey Huff        | N/A              |
| 2009 | Mark Teixeira         | Aaron Hill      | Evan Longoria   | Derek Jeter†      | Jason Bay         | Torii Hunter       | Ichiro Suzuki     | Joe Mauer                         | Adam Lind          | N/A              |
| 2010 | Miguel Cabrera        | Robinson Canó   | Adrián Beltré   | Alexei Ramírez    | Josh Hamilton     | Carl Crawford      | José Bautista     | Joe Mauer                         | Vladimir Guerrero† | N/A              |
| 2011 | Adrián González       | Robinson Canó   | Adrián Beltré   | Asdrúbal Cabrera  | Jacoby Ellsbury   | Curtis Granderson  | José Bautista     | Alex Avila                        | David Ortiz*†      | N/A              |
| 2012 | Prince Fielder        | Robinson Canó   | Miguel Cabrera  | Derek Jeter†      | Josh Hamilton     | Mike Trout         | Josh Willingham   | A. J. Pierzynski                  | Billy Butler       | N/A              |
| 2013 | Chris Davis           | Robinson Canó   | Miguel Cabrera  | J. J. Hardy       | Torii Hunter      | Mike Trout         | Adam Jones        | Joe Mauer                         | David Ortiz*†      | N/A              |
| 2014 | José Abreu            | José Altuve*    | Adrián Beltré   | Alexei Ramírez    | José Bautista     | Mike Trout         | Michael Brantley  | Yan Gomes                         | Víctor Martínez    | N/A              |
| 2015 | Miguel Cabrera        | José Altuve*    | Josh Donaldson  | Xander Bogaerts   | Nelson Cruz       | Mike Trout         | J. D. Martinez    | Brian McCann                      | Kendrys Morales    | N/A              |
| 2016 | Miguel Cabrera        | José Altuve*    | Josh Donaldson  | Xander Bogaerts   | Mookie Betts      | Mike Trout         | Mark Trumbo       | Salvador Pérez                    | David Ortiz*†      | N/A              |
| 2017 | Eric Hosmer           | José Altuve*    | José Ramírez    | Francisco Lindor  | Aaron Judge       | Justin Upton       | George Springer   | Gary Sánchez                      | Nelson Cruz        | N/A              |
| 2018 | José Abreu            | José Altuve*    | José Ramírez    | Francisco Lindor  | Mookie Betts      | Mike Trout         | J. D. Martinez    | Salvador Pérez                    | J. D. Martinez     | N/A              |
| 2019 | Carlos Santana        | DJ LeMahieu     | Alex Bregman    | Xander Bogaerts   | Mookie Betts      | Mike Trout         | George Springer   | Mitch Garver                      | Nelson Cruz        | N/A              |
| 2020 | José Abreu            | DJ LeMahieu     | José Ramírez    | Tim Anderson      | Eloy Jiménez      | Mike Trout         | Teoscar Hernández | Salvador Pérez                    | Nelson Cruz        | N/A              |
| 2021 | Vladimir Guerrero Jr. | Marcus Semien   | Rafael Devers   | Xander Bogaerts   | Aaron Judge       | Cedric Mullins     | Teoscar Hernández | Salvador Pérez                    | Shohei Ohtani      | N/A              |
| 2022 | Nathaniel Lowe        | José Altuve*    | José Ramírez    | Xander Bogaerts   | Aaron Judge       | Julio Rodríguez    | Mike Trout        | Alejandro Kirk                    | Yordan Álvarez     | Luis Arráez      |
| 2023 | Yandy Díaz            | Marcus Semien   | Rafael Devers   | Corey Seager      | Luis Robert Jr.   | Kyle Tucker        | Julio Rodríguez   | Adley Rutschman                   | Shohei Ohtani      | Gunnar Henderson |
| 2024 | Vladimir Guerrero Jr. | José Altuve*    | José Ramírez    | Bobby Witt Jr.    | Aaron Judge       | Anthony Santander  | Juan Soto         | Salvador Pérez                    | Brent Rooker       | Josh Smith       |

## Ganadores de la Liga Nacional
| Año  | 1B                | 2B               | 3B             | SS                 | OF                | OF                 | OF                | C                 | P                   | DH            | ÚTIL           |
| ---- | ----------------- | ---------------- | -------------- | ------------------ | ----------------- | ------------------ | ----------------- | ----------------- | ------------------- | ------------- | -------------- |
| 1980 | Keith Hernandez   | Manny Trillo     | Mike Schmidt†  | Garry Templeton    | Dusty Baker       | Andre Dawson†      | George Hendrick   | Ted Simmons       | Bob Forsch          |               | N/A            |
| 1981 | Pete Rose         | Manny Trillo     | Mike Schmidt†  | David Concepción   | Dusty Baker       | Andre Dawson†      | George Foster     | Gary Carter†      | Fernando Valenzuela |               | N/A            |
| 1982 | Al Oliver         | Joe Morgan†      | Mike Schmidt†  | David Concepción   | Dale Murphy       | Pedro Guerrero     | Leon Durham       | Gary Carter†      | Don Robinson        |               | N/A            |
| 1983 | George Hendrick   | Johnny Ray       | Mike Schmidt†  | Dickie Thon        | Dale Murphy       | Andre Dawson†      | José Cruz         | Terry Kennedy     | Fernando Valenzuela |               | N/A            |
| 1984 | Keith Hernandez   | Ryne Sandberg*†  | Mike Schmidt†  | Garry Templeton    | Dale Murphy       | Tony Gwynn†        | José Cruz         | Gary Carter†      | Rick Rhoden         |               | N/A            |
| 1985 | Jack Clark        | Ryne Sandberg*†  | Tim Wallach    | Hubie Brooks       | Dale Murphy       | Willie McGee       | Dave Parker       | Gary Carter†      | Rick Rhoden         |               | N/A            |
| 1986 | Glenn Davis       | Steve Sax        | Mike Schmidt†  | Hubie Brooks       | Tim Raines†       | Tony Gwynn†        | Dave Parker       | Gary Carter†      | Rick Rhoden         |               | N/A            |
| 1987 | Jack Clark        | Juan Samuel      | Tim Wallach    | Ozzie Smith†       | Andre Dawson†     | Tony Gwynn†        | Eric Davis        | Benito Santiago   | Bob Forsch          |               | N/A            |
| 1988 | Andrés Galarraga  | Ryne Sandberg*†  | Bobby Bonilla  | Barry Larkin*†     | Darryl Strawberry | Kirk Gibson        | Andy Van Slyke    | Benito Santiago   | Tim Leary           |               | N/A            |
| 1989 | Will Clark        | Ryne Sandberg*†  | Howard Johnson | Barry Larkin*†     | Kevin Mitchell    | Tony Gwynn†        | Eric Davis        | Craig Biggio†     | Don Robinson        |               | N/A            |
| 1990 | Eddie Murray†     | Ryne Sandberg*†  | Matt Williams  | Barry Larkin*†     | Barry Bonds*      | Bobby Bonilla      | Darryl Strawberry | Benito Santiago   | Don Robinson        |               | N/A            |
| 1991 | Will Clark        | Ryne Sandberg*†  | Howard Johnson | Barry Larkin*†     | Barry Bonds*      | Bobby Bonilla      | Ron Gant          | Benito Santiago   | Tom Glavine†        |               | N/A            |
| 1992 | Fred McGriff      | Ryne Sandberg*†  | Gary Sheffield | Barry Larkin*†     | Barry Bonds*      | Larry Walker       | Andy Van Slyke    | Darren Daulton    | Dwight Gooden       |               | N/A            |
| 1993 | Fred McGriff      | Robby Thompson   | Matt Williams  | Jay Bell           | Barry Bonds*      | Lenny Dykstra      | David Justice     | Mike Piazza*†     | Orel Hershiser      |               | N/A            |
| 1994 | Jeff Bagwell†     | Craig Biggio†    | Matt Williams  | Wil Cordero        | Barry Bonds*      | Tony Gwynn†        | Moisés Alou       | Mike Piazza*†     | Mark Portugal       |               | N/A            |
| 1995 | Eric Karros       | Craig Biggio†    | Vinny Castilla | Barry Larkin*†     | Sammy Sosa        | Tony Gwynn†        | Dante Bichette    | Mike Piazza*†     | Tom Glavine†        |               | N/A            |
| 1996 | Andrés Galarraga  | Eric Young       | Ken Caminiti   | Barry Larkin*†     | Barry Bonds*      | Gary Sheffield     | Ellis Burks       | Mike Piazza*†     | Tom Glavine†        |               | N/A            |
| 1997 | Jeff Bagwell†     | Craig Biggio†    | Vinny Castilla | Jeff Blauser       | Barry Bonds*      | Tony Gwynn†        | Larry Walker      | Mike Piazza*†     | John Smoltz†        |               | N/A            |
| 1998 | Mark McGwire      | Craig Biggio†    | Vinny Castilla | Barry Larkin*†     | Sammy Sosa**      | Greg Vaughn        | Moisés Alou       | Mike Piazza*†     | Tom Glavine†        |               | N/A            |
| 1999 | Jeff Bagwell†     | Edgardo Alfonzo  | Chipper Jones† | Barry Larkin*†     | Sammy Sosa**      | Vladimir Guerrero† | Larry Walker      | Mike Piazza*†     | Mike Hampton*       |               | N/A            |
| 2000 | Todd Helton       | Jeff Kent        | Chipper Jones† | Édgar Rentería     | Barry Bonds*      | Vladimir Guerrero† | Sammy Sosa        | Mike Piazza*†     | Mike Hampton*       |               | N/A            |
| 2001 | Todd Helton       | Jeff Kent        | Albert Pujols  | Rich Aurilia       | Barry Bonds*      | Luis Gonzalez      | Sammy Sosa        | Mike Piazza*†     | Mike Hampton*       |               | N/A            |
| 2002 | Todd Helton       | Jeff Kent        | Scott Rolen    | Édgar Rentería     | Barry Bonds*      | Vladimir Guerrero† | Sammy Sosa        | Mike Piazza*†     | Mike Hampton*       |               | N/A            |
| 2003 | Todd Helton       | José Vidro       | Mike Lowell    | Édgar Rentería     | Barry Bonds*      | Gary Sheffield     | Albert Pujols     | Javy López        | Mike Hampton*       |               | N/A            |
| 2004 | Albert Pujols     | Mark Loretta     | Adrián Beltré  | Jack Wilson        | Barry Bonds*      | Jim Edmonds        | Bobby Abreu       | Johnny Estrada    | Liván Hernández     |               | N/A            |
| 2005 | Derrek Lee        | Jeff Kent        | Morgan Ensberg | Felipe López       | Andruw Jones      | Miguel Cabrera     | Carlos Lee        | Michael Barrett   | Jason Marquis       |               | N/A            |
| 2006 | Ryan Howard       | Chase Utley      | Miguel Cabrera | José Reyes         | Carlos Beltrán    | Matt Holliday      | Alfonso Soriano   | Brian McCann      | Carlos Zambrano     |               | N/A            |
| 2007 | Prince Fielder    | Chase Utley      | David Wright   | Jimmy Rollins      | Carlos Beltrán    | Matt Holliday      | Carlos Lee        | Russell Martin    | Micah Owings        |               | N/A            |
| 2008 | Albert Pujols     | Chase Utley      | David Wright   | Hanley Ramírez     | Ryan Ludwick      | Matt Holliday      | Ryan Braun        | Brian McCann      | Carlos Zambrano     |               | N/A            |
| 2009 | Albert Pujols     | Chase Utley      | Ryan Zimmerman | Hanley Ramírez     | Matt Kemp         | Andre Ethier       | Ryan Braun        | Brian McCann      | Carlos Zambrano     |               | N/A            |
| 2010 | Albert Pujols     | Dan Uggla        | Ryan Zimmerman | Troy Tulowitzki    | Carlos González   | Matt Holliday      | Ryan Braun        | Brian McCann      | Yovani Gallardo     |               | N/A            |
| 2011 | Prince Fielder    | Brandon Phillips | Aramis Ramírez | Troy Tulowitzki    | Matt Kemp         | Justin Upton       | Ryan Braun        | Brian McCann      | Daniel Hudson       |               | N/A            |
| 2012 | Adam LaRoche      | Aaron Hill       | Chase Headley  | Ian Desmond        | Andrew McCutchen  | Jay Bruce          | Ryan Braun        | Buster Posey      | Stephen Strasburg   |               | N/A            |
| 2013 | Paul Goldschmidt* | Matt Carpenter   | Pedro Álvarez  | Ian Desmond        | Andrew McCutchen  | Jay Bruce          | Michael Cuddyer   | Yadier Molina     | Zack Greinke        |               | N/A            |
| 2014 | Adrián González   | Neil Walker      | Anthony Rendon | Ian Desmond        | Andrew McCutchen  | Giancarlo Stanton  | Justin Upton      | Buster Posey      | Madison Bumgarner   |               | N/A            |
| 2015 | Paul Goldschmidt* | Dee Gordon       | Nolan Arenado  | Brandon Crawford   | Andrew McCutchen  | Bryce Harper       | Carlos González   | Buster Posey      | Madison Bumgarner   |               | N/A            |
| 2016 | Anthony Rizzo     | Daniel Murphy    | Nolan Arenado  | Corey Seager       | Charlie Blackmon  | Yoenis Céspedes    | Christian Yelich  | Wilson Ramos      | Jake Arrieta        |               | N/A            |
| 2017 | Paul Goldschmidt* | Daniel Murphy    | Nolan Arenado  | Corey Seager       | Charlie Blackmon  | Marcell Ozuna      | Giancarlo Stanton | Buster Posey      | Adam Wainwright     |               | N/A            |
| 2018 | Paul Goldschmidt* | Javier Báez      | Nolan Arenado  | Trevor Story       | Nick Markakis     | David Peralta      | Christian Yelich  | J. T. Realmuto    | Germán Márquez      |               | N/A            |
| 2019 | Freddie Freeman   | Ozzie Albies     | Anthony Rendon | Trevor Story       | Ronald Acuña Jr.  | Cody Bellinger     | Christian Yelich  | J. T. Realmuto    | Zack Greinke        |               | N/A            |
| 2020 | Freddie Freeman   | Donovan Solano   | Manny Machado  | Fernando Tatís Jr. | Ronald Acuña Jr.  | Juan Soto          | Mookie Betts      | Travis d'Arnaud   | N/A                 | Marcell Ozuna | N/A            |
| 2021 | Freddie Freeman   | Ozzie Albies     | Austin Riley   | Fernando Tatís Jr. | Bryce Harper      | Juan Soto          | Nick Castellanos  | Buster Posey      | Max Fried           |               | N/A            |
| 2022 | Paul Goldschmidt* | Jeff McNeil      | Nolan Arenado  | Trea Turner        | Kyle Schwarber    | Mookie Betts       | Juan Soto         | J.T. Realmuto     | N/A                 | Josh Bell     | Brandon Drury  |
| 2023 | Matt Olson        | Luis Arráez      | Austin Riley   | Francisco Lindor   | Ronald Acuña Jr.  | Mookie Betts       | Juan Soto         | William Contreras | N/A                 | Bryce Harper  | Cody Bellinger |
| 2024 | Bryce Harper      | Ketel Marte      | Manny Machado  | Francisco Lindor   | Teoscar Hernández | Jackson Merrill    | Jurickson Profar  | William Contreras | N/A                 | Shohei Ohtani | Mookie Betts   |